# Autodromo di Vallelunga
L'autodromo di Vallelunga è un circuito automobilistico e motociclistico italiano che si trova a Campagnano di Roma, circa 30 chilometri a nord della capitale. È anche la sede della società Kunos Simulazioni, casa produttrice di Assetto Corsa, Assetto Corsa Competizione e Assetto Corsa EVO.
Dal 12 ottobre 2006 è ufficialmente intitolato al pilota automobilistico Piero Taruffi, che ne fu l'ingegnere progettista.

## Storia
L'autodromo Vallelunga nacque nel 1951 dalla trasformazione di un ippodromo a Campagnano di Roma.
La prima corsa automobilistica ivi fu disputata il 9 dicembre su una pista di sabbia.
Nel 1957, sul progetto di Piero Taruffi, fu realizzata la pista in asfalto che prevede due tracciati (Internazionale e Club).
Nel 1961 Società Vallelunga (ancora di proprietà della famiglia Pesci) stipula un accordo con il comune di Campagnano di Roma per raddoppiare la lunghezza del tracciato.
Nel 1967 fu aggiunta una nuova curva quando il tracciato divenne proprietà dell'Automobile Club d'Italia. Nel 1970 viene invertito il senso di marcia e vengono realizzare le palazzine dei box, della direzione gara, la sala stampa ed una tribuna. Altre innovazioni del tracciato furono apportate nel 1971.

La pista nel 2003

Nell'estate 2005 si sono conclusi gli importanti lavori di ristrutturazione ed ampliamento: è stata realizzata una nuova torre direzione corsa, sono state ampliate vie di fuga e migliorate le infrastrutture, e soprattutto è stato aggiunto un chilometro di pista: dall'uscita della curva "Cimini 2" non si prosegue più dritto ma si piega in salita procedendo per un breve rettilineo quindi si curva a destra nella curva "Campagnano", si affronta un breve rettilineo che tramite la curva "Soratte" si riallaccia al vecchio circuito all'altezza della "Trincea". Si è così raggiunta la lunghezza totale di 4.085 m per le auto e 4.110 m per le moto. Con la nuova configurazione la pista, che nel 2004 aveva ricevuto l'omologazione FIA per i test di Formula 1 è diventata molto interessante per la massima Formula ed è stata sede di test di diversi team di Formula 1 come la Scuderia Ferrari, Williams F1, Toyota F1 Team e BAR-Honda. L'attività di test coinvolge il tracciato laziale nel periodo invernale, e che vede scendere in pista anche molte categorie differenti, come WTCC, Le Mans Series, FIA GT e Formula. Degna di nota è anche la manifestazione annuale di endurance, chiamata 6 Ore di Vallelunga.

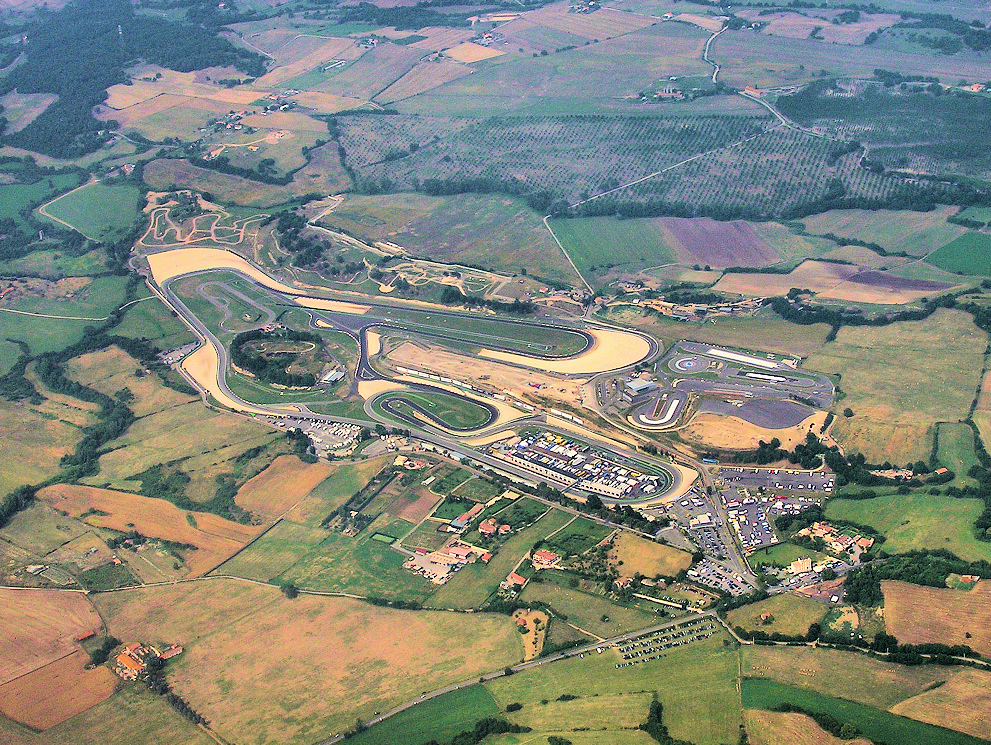
Foto aerea del circuito dopo la ristrutturazione del 2005

Nell'estate 2006 sono stati realizzati nuovi box. Nel 2007 e nel 2008 l'autodromo ha ospitato una tappa del Campionato mondiale Superbike. Per questa occasione sono stati ampliati il rettilineo di partenza e la sala stampa, e sono state realizzate nuove tribune.
Il circuito offre inoltre una pista della lunghezza di 1.200 metri, destinata principalmente alle attività della Scuola Federale Rally, ed una nuova pista specifica per i SUV. L'area dell'autodromo dispone anche di un centro congressi, un albergo ed altre attività e servizi. All'interno del complesso è possibile anche visitare il sito archeologico "Strada romana", con quasi 500 m2 di ritrovamenti archeologici di valore culturale.
Dall'inizio del 2004 adiacente alla pista è attivo il Centro di Guida Sicura ACI-SARA nel quale si svolgono corsi di guida per automobili, moto, camion, caravan e camper. Questo centro sfrutta sistemi di simulazioni con muri d'acqua, superfici ad aderenza differenziata e sistemi idraulici per provocare la sbandata di ogni tipo di veicolo.
Dal 2010 l'autodromo di Vallelunga è alimentato da un impianto fotovoltaico che rende l'intero complesso di strutture energeticamente ad impatto zero.
Tra il 1 e 3 novembre 2019 l'autodromo ospita la seconda edizione dei FIA Motorsport Games, evento in cui ogni vettura rappresenta una nazione ed aperto a categorie GT3, TCR, F4, drifting, digital cup (e-sport) e karting slalom, dal 2020 invece è tappa italiana delle Nascar Whelen Euro Series.
Ogni anno è sede di 2 tappe del Campionato Italiano Gran Turismo - solitamente in primavera e a Settembre - assieme ad altre categorie di supporto spesso gestite da ACI come TCR Italy, TCR DSG Endurance, Campionato Italiano Sport Prototipi, Porsche Carrera Cup Italia etc. Ad ottobre ospita il round finale del Campionato Italiano Velocità, la Superbike italiana.

## Descrizione
La pista ha una larghezza media di 11 metri, che raggiunge i 14 metri sulla linea del traguardo. Il senso di marcia è orario. Il tracciato principale International si snoda in 10 curve, di cui 7 a destra e 3 a sinistra; il raggio curvatura va dai 23 metri del "Tornante" ai 166 metri della "Curva Grande". Le automobili hanno a disposizione una lunghezza del tracciato di 4.085 m, mentre le moto di 4.110 m; è presente anche una variante breve del tracciato, chiamata Club, della lunghezza di 1.746 m. L'autodromo dispone di 24 box e 30 rimesse, e lungo la pista ci sono 23 postazioni per i commissari. Per il pubblico sono presenti le tribune "Traguardo", sulla linea di partenza, dalla capienza di 6.000 posti, e "Collina" da 15.000 posti, mentre il prato può ospitare circa 11.000 persone.